# جيرمي الكاييم
جيرمي الكاييم (بالفرنسية: Jérémie Elkaïm)‏
```
هو 
كاتب سيناريو
 
ومخرج
 
وممثل
 
فرنسي
، ولد في 29 أغسطس 1978 في 
فرنسا
.
[
3
]
```

## وصلات خارجية
- جيرمي الكاييم على موقع IMDb (الإنجليزية)
- جيرمي الكاييم على موقع قاعدة بيانات الأفلام العربية
- جيرمي الكاييم على موقع ألو سيني (الفرنسية)
- جيرمي الكاييم على موقع ميوزك برينز (الإنجليزية)
- جيرمي الكاييم على موقع أول موفي (الإنجليزية)
- جيرمي الكاييم على موقع قاعدة بيانات الأفلام السويدية (السويدية)
- جيرمي الكاييم على موقع قاعدة بيانات الفيلم (الإنجليزية)
- جيرمي الكاييم على موقع كينوبويسك (الروسية)